# Lambiek
Lambiek er en tegneseriebutik og kunstgalleri i Amsterdam, Holland grundlagt i 1968 af Kees Kousemaker.
Forretningen har ligeledes udstillnger af kunst af tegneserietegnere som Robert Crumb, Daniel Clowes, Erik Kriek, André Franquin, Tanino Liberatore og Chris Ware.

## Lambiek.net
Deres hjemmeside har en online udstilling af kunst, en omfattende historisk sektion om hollandske tegneserier, og deres Comiclopedia er det største on-line bibliotek med tegneserietegnerbiografier.

## Eksterne links
- Lambiek English homepage
- History of Dutch Comics
- Comiclopedia